# 昆纳姆库兰
昆纳姆库兰（Kunnamkulam），是印度喀拉拉邦Thrissur县的一个城镇。总人口51585（2001年）。

## 人口
该地2001年总人口51585人，其中男性24396人，女性27189人；0—6岁人口5281人，其中男2612人，女2669人；识字率84.61%，其中男性为86.23%，女性为83.17%。